# エディ・プランカールト
エディ・プランカールト（Eddy Planckaert、1958年9月22日 - ）は、ベルギー、ネヴェル出身の元自転車競技（ロードレース）選手。

## 来歴
プランカールト3兄弟（長兄・ウィリー、次兄・ワルテル）の末弟。また、ヨ・プランカールト（ウィリーの実子）の叔父であり、フランチェスコ・プランカールトの実父。
1988年のツール・ド・フランスでポイント賞を獲得。長兄のウィリーも1986年のツール・ド・フランスでポイント賞を獲得しており、2011年現在、ツール・ド・フランス史上唯一の兄弟ポイント賞獲得例となっている。もっとも、ツール・ド・フランスでの完走例は、7回出場中、上記の1988年のみである。
また、グランツール全てのレースで区間優勝を果たしており、ブエルタ・ア・エスパーニャでは通算10勝を挙げた。さらにロンド・ファン・フラーンデレン、パリ〜ルーベでも優勝経験がある。

## 主な実績
1977年
- ベルギー選手権・ジュニア部門ロードレース 優勝

1981年
- ツール・ド・フランス 区間1勝(第12b)

1982年
- バスク一周 区間2勝(第3、5)
- ブエルタ・ア・エスパーニャ 区間5勝(第1a、1b、2、3、12)

1983年
- パリ〜ニース 区間1勝(第1)
- ブラバントス・パイル 優勝
- ブリュッセル〜インホーイヘム 優勝

1984年
- ツール・ド・スイス 区間1勝(第8b)
- エトワール・ド・ベセージュ 総合優勝
- オムロープ・ヘット・フォルク 優勝
- パリ〜ニース 区間1勝(第5)
- ベルギー一周 総合優勝

1985年
- オムロープ・ヘット・フォルク 優勝
- パリ〜ニース 区間1勝(第5)
- ドワルス・ドール・フラーンデレン 優勝
- ブエルタ・ア・エスパーニャ 区間2勝(第1、4)

1986年
- ツール・ド・フランス 区間1勝(第8)
- ブエルタ・ア・エスパーニャ 区間2勝(第3、7)
- グランプリ・ドゥヴェルテュール・ラ・マルセイエーズ 優勝

1987年
- ジロ・デ・イタリア 区間1勝(第5)
- E3プライス・フラーンデレン 優勝
- パリ〜ニース 区間1勝(第2)

1988年
- ツール・ド・フランス ポイント賞
- ロンド・ファン・フラーンデレン 優勝

1989年
- E3プライス・フラーンデレン 優勝
- ブエルタ・ア・エスパーニャ 区間1勝(第5)

1990年
- パリ〜ルーベ 優勝
- ティレーノ〜アドリアティコ 区間1勝(第7)